# Thylochromus nitidulus
Thylochromus nitidulus är en insektsart som beskrevs av Barber 1928. Thylochromus nitidulus ingår i släktet Thylochromus och familjen Rhyparochromidae. Inga underarter finns listade i Catalogue of Life.